# Dunaújvárosi Kohász KA
Dunaferr női kézilabdacsapat er en håndboldklub fra byen Dunaújváros i Ungarn. Klubben er især kendt for sit kvindehold, som har vundet flere europæiske titler, bl.a. EHF Champions League og Champions Trophy i sæsonen 1998-99.

## Resultater
Nationale titler
- Ungarsk mester: 1998, 1999, 2001, 2003, 2004.
- Ungarsk pokalvinder: 1998, 1999, 2000, 2002, 2004.

Bedste internationale resultater
- EHF Champions League: Vinder 1999. Semifinalist 2004, 2005.
- Cup Winners' Cup: Vinder 1995. Kvartfinalist 1996, 2004.
- EHF Cup: Vinder 1998, 2016. Finalist 2003. Semifinalist 2008.
- Champions Trophy: Vinder 1999. Nr. 3 i 1998. Nr. 4 i 1995.

## Spillertruppen 2021–22
Spillertruppen gældende for sæsonen 2021–22
| Målvogtere - 01 Alexa Wéninger - 16 Gabrijela Bartulović - 72 Petra Hlogyik Venstre fløj - 34 Anita Kazai - 40 Beatrix Krupják-Molnár - 18 Neszta Fodor Højre fløj - 17 Gréta Horváth - 73 Viktória Kukucska Stregspillere - 06 Saskia Weisheitel - 95 Viktória Nick | Venstre back - 15 Jana Šustková - 17 Tímea Polics - 20 Anita Bulath Playmaker - 13 Babett Szalai - 19 Johanna Farkas - 24 Cecília Takács - 49 Panna Borgyos Højre back - 04 Dominika Mrmolja - 55 Hanna Husti |